# Reidar Carlsson
Reidar Carlsson, född 1957, är en svensk journalist, som sedan åtminstone 1996 arbetar som politisk chefredaktör och ledarskribent på den centerpartistiska lokaltidningen Norrtelje Tidning (NT) i Norrtälje.

## Biografi
I mitten av 1980-talet var Carlsson engagerad i Centerpartiets ungdomsförbund (CUF) i Stockholm.
Carlsson var pressekreterare (då kallat informationssekreterare) hos den centerpartistiske dåvarande miljöministern och partiledaren Olof Johansson i regeringen Carl Bildt 1991–1994, då han efterträdde Kerstin Lundgren. Carlsson har en civilingenjörsexamen och kom närmast från en tjänst som redaktionschef på elektroniktidningen Elteknik då han tillträdde som informationssekreterare.
Fram till valet 1998 förespråkade Carlsson flera gånger en minoritetsregering grundad på – vad han kallade mittenpartierna – Centerpartiet, Folkpartiet, Kristdemokraterna och Miljöpartiet.
Reidar Carlsson har även skrivit politiska krönikor i den centerpartistiska lokaltidningen Hudiksvalls Tidning 2004 och 2005. Därutöver är han verksam i Centerpressens Nyhetsbyrå.